# 村八分 (映画)

『村八分』（1953年）

『村八分』（むらはちぶ）は、1953年の日本映画。今泉善珠の初監督作品である。製作は近代映画協会と現代ぷろだくしょん。配給は北星。1952年に静岡県富士郡上野村（現: 富士宮市）で発生した、不正選挙の告発に端を発し告発者一家が村八分にされた人権侵害事件である静岡県上野村村八分事件を題材としている。1953年1月から現地の上野村で撮影が開始され、3月21日に劇場公開された。

## キャスト

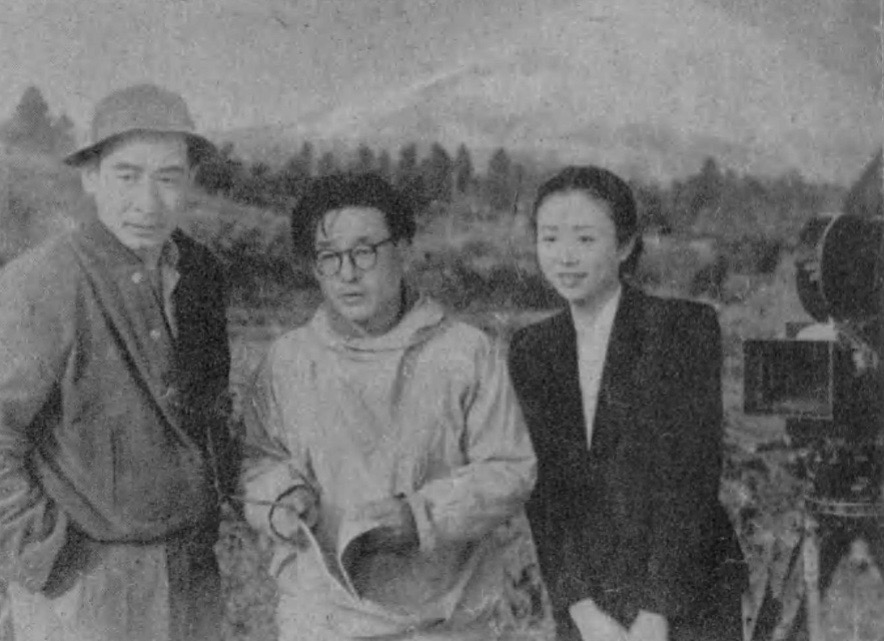
香山先生を演じた乙羽信子ら

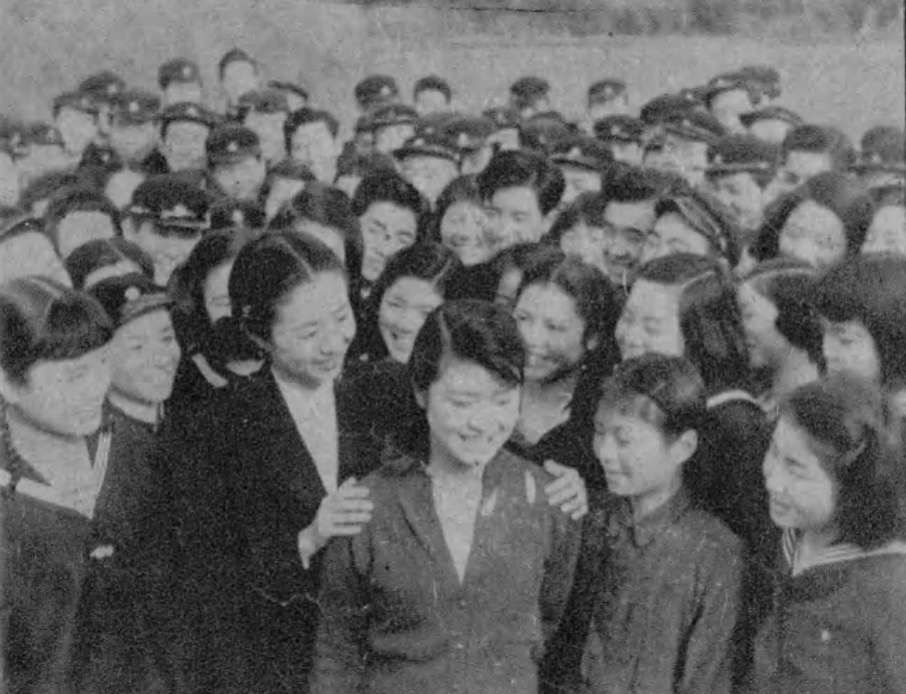
中原早苗、乙羽信子ら

- 本多記者：山村聡
- 香山先生：乙羽信子
- 本多和子：日高澄子
- 吉川満江：中原早苗
- 吉川一郎：藤原釜足
- 吉川きみ：英百合子
- 村長：山田巳之助
- 山野：菅井一郎
- 遠藤：御橋公
- 教頭：殿山泰司
- アナウンサー：久松保夫
- 山口のじいさん：横山運平

## スタッフ
- 監督：今泉善珠
- 脚本：新藤兼人
- 演出補導：吉村公三郎
- 撮影：宮島義勇
- 音楽：伊福部昭